# Joseph von Eichendorff
Báró Joseph Karl Benedikt von Eichendorff (Lubowitz-kastély, Ratibor mellett, 1788. március 10. – Neiße, 1857. november 26.) 19. századi német romantikus költő.

## Élete

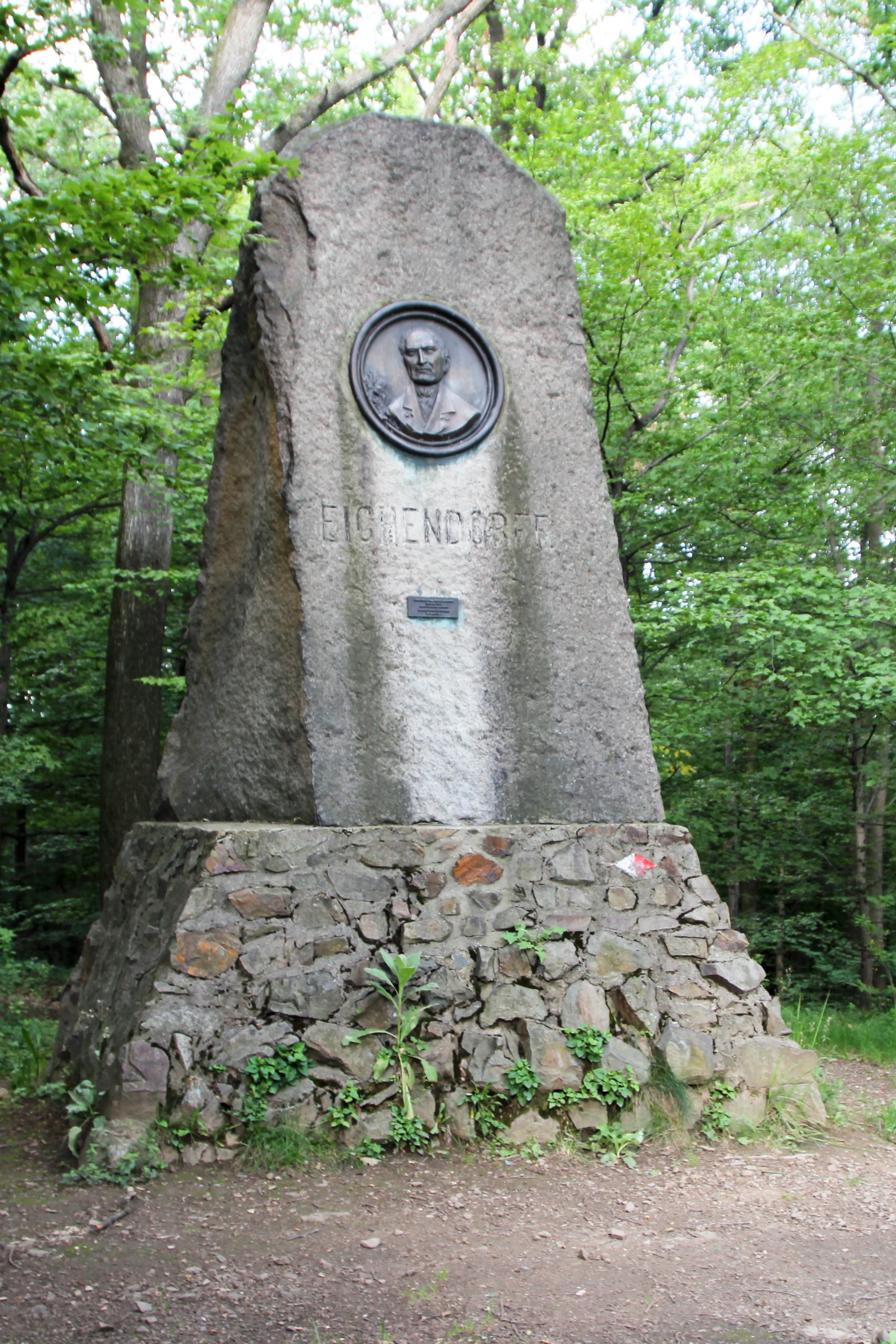
Eichendorff-emlékmű Prudnikban

Joseph Karl Benedikt von Eichendorff a felső-sziléziai Ratibor melletti Lubowitz-kastélyban látott napvilágot báró Adolf Theodor Rudolf von Eichendorff porosz katonatiszt és báró Karoline von Kloch gyermekeként, katolikus családban. Édesanyja sziléziai nemesi családból származott, a családi kastély az ő hozománya volt.
Joseph 1793-tól 1801-ig, a két évvel idősebb barátjával, Wilhelm von Bernhard Heikével együtt tanult. 1800. november 12-én kezdett naplót vezetni. Ekkor születtek első irodalmi kísérletei. Joseph és Wilhelm 1801 októberétől 1804-ig Breslauban katolikus gimnáziumba jártak. Jogtudományt tanult Halléban 1805 és 1806 között, majd Heidelbergben, Regensburgban és Bécsben folytatott tanulmányokat. 1809-ben visszatért Lubowitzba. 1809/10 telén tért vissza a tanulmányaihoz, ekkor már a Wilhelm von Humboldt kezdeményezésére létrejött új Berlini Egyetemre. Itt hallgatta Fichtét, Heidelbergben szoros kapcsolatra lépett a romantikának számos jeles képviselőjével: találkozott Achim von Arnimmal, Brentanóval és Kleisttel, és velük együtt gyűjtött népkönyveket és népdalokat. Ugyanott adta ki első dalait Flórens álnév alatt.
Nyártól jogi tanulmányokat folytatott Bécsben egészen 1812-ig. Tanulmányainak befejezte után meglátogatta Párizst, majd 1813-ban a porosz seregbe belépett és 1815-ig tevékeny részt vett a szabadságháborúban. Eichendorff 1815 áprilisában megnősült. Felesége, Luise von Larisch (1792–1855) egy Lubowitz környéki nemesi család lánya volt. Még ebben az évben megszületett első fiuk Hermann, 1817-ben lányuk Therese, 1819-ben második fiuk Rudolf.
Gyakornokként városi szolgálatba lépett 1816-ban Breslauban, 1821-től katolikus egyházi és iskolai tanácsos volt Danzigban, 1824-ben Königsbergben elnöki főtanácsossá nevezték ki. 1831-től Berlinben találjuk, ahol 1841-ben a kultuszminisztériumban titkos államtanácsos lett. Azonban három év után elhagyta az állami szolgálatot, mert nem helyeselte Eichhorn miniszter egyházpolitikáját.
Ezután gyakran változtatta lakóhelyét. 1849-ben elvesztette barátját (Wilhelm von Bernhard Heinke, †1849. január 7.) majd felesége halála (1855) után Therese lányához költözött.
Eichendorff 1857. november 26-án halt meg Neissében (ma Nysa, Lengyelország).

## Költészete
A romantika utolsó kiváló képviselője Németországban és a romantikus iskola legjelesebb és legnépszerűbb dalköltője. Művei tarkán követik egymást. Első nagyobb alkotása: Ahnung und Gegenwart (regény, 1815, 3 kötet, a szerző neve nélkül adta ki Fouqué); ezt követték: Krieg der Philistern (drámai mese Tieck modorában, 1824); Aus dem Leben eines Taugenichts (1826, bájos kis elbeszélés, Eichendorff legismertebb prózaműve, mely 1891-ig 17 kiadást ért). Das Marmorbild (novella, 1826); Meierbeths Glück und Ende (drámai paródia, 1828); Ezzelin von Romano (tragédia, 1828); Der letzte Held von Marienburg (szomorújáték, 1830); Die Freier (vígjáték, 1833); Viel Lärm um nichts (elbeszélés, 1833); Dichter und ihre Gesellen (novella, 1834); Gedichte (1837-1883-ig 13 kiadásban). Utolsó három epikai műve (Julian, 1853, Robert und Guiscard, 1855 és Lucius, 1857); túlságosan érezteti egyoldalú katolikus álláspontját, úgy, hogy eme felekezeti tendencia megrontja a költői hatást. Ugyanez áll élete utolsó éveiben irt, nagy műveltségéről tanúskodó és sokszor szellemes, de kizárólagos felekezeti fölfogásánál fogva egyoldalú irodalomtörténeti dolgozatairól: Über die ethische und religiöse Bedeutung der neueren romantischen Poesie in Deutschland (1847); Der deutsche Roman des 18. Jahrhunderts in seinem Verhältniss zum Christenthum (1851); Zur Geschichte des Dramas (1854) és Geschichte der poetischen Litteratur Deutschlands (1857). Kiválóbbak igen sikerült műfordításai: Don Manuel, Graf Lucanor (1840) és Calderon, Geistliche Schauspiele (1846-53, 2 kötet). Összes munkái: Berlin, 1842, 4 kötet; Münster, 1889 és Lipcse, 1891, 2 kötet. Prózai (irodalomtörténeti) dolgozatai: Vermischte Schriften, 1866, 5 kötet. Hátrahagyott költeményeit H. Meisner adta ki (1888). Életét megírta H. Keiter, 1887. Eichendorff kiváló lírikus tehetség, mint ilyen nyilvánul drámáiban és regényeiben is, melyek szerkezet és jellemzés tekintetében többnyire gyengék, de gazdagok lírai szépségekben. Legsikerültebb: Aus dem Leben eines Taugenichts című elbeszélése, mely csupa hangulat, valóságos dal bájos prózában, szeretetreméltó humorral előadva. Dalai a német irodalom legszebb remekei közé tartoznak.

## Művei
- Oberschlesische Märchen und Sagen (1808–1810)
- Abschied (1810)
- Ahnung und Gegenwart (1815)
- Das Marmorbild (1819)
- Aus dem Leben eines Taugenichts (1826)
- Dichter und ihre Gesellen (1833)
- Viel Lärmen um nichts (1833)
- Auch ich war in Arkadien (1834 or 1838)
- Die Meerfahrt (1835)
- Mondnacht (1837)
- Das Schloß Dürande (1837)
- Die Entführung (1839)
- Die Glücksritter (1841)
- In Danzig (1842)
- Über die ethische und religiöse Bedeutung der neuen romantischen Poesie in Deutschland (1847)
- Der deutsche Roman des 18. Jahrhunderts in seinem Verhältniss zum Christenthum (1851)
- Julian (verseposz, 1853, Julianus császárról)
- Geschichte der poetischen Literatur Deutschlands (1857)
- Libertas und ihre Freier (1864)

## Magyarul
- Egy naplopó életéből; ford. Gábor Endre, Brenner Hugo; Táltos, Bp., 1922
- Egy mihaszna életéből. Elbeszélés; ford. Vajda Miklós, versford. Kormos István; Irodalmi, Bukarest, 1968